# Manning (Carolina del Sud)
Manning és una població dels Estats Units a l'estat de Carolina del Sud. Segons el cens del 2000 tenia 4.025 habitants.

## Demografia
Segons el cens del 2000, Manning tenia 4.025 habitants, 1.550 habitatges i 1.063 famílies. La densitat de població era de 644,8 habitants/km².
Dels 1.550 habitatges en un 31,9% hi vivien nens de menys de 18 anys, en un 35,3% hi vivien parelles casades, en un 29,2% dones solteres, i en un 31,4% no eren unitats familiars. En el 29,4% dels habitatges hi vivien persones soles el 14,5% de les quals corresponia a persones de 65 anys o més que vivien soles. El nombre mitjà de persones vivint en cada habitatge era de 2,52 i el nombre mitjà de persones que vivien en cada família era de 3,1.
Per edats la població es repartia de la següent manera: un 27,8% tenia menys de 18 anys, un 9,2% entre 18 i 24, un 24,7% entre 25 i 44, un 21,8% de 45 a 60 i un 16,4% 65 anys o més.
L'edat mediana era de 36 anys. Per cada 100 dones de 18 o més anys hi havia 72,4 homes.
La renda mediana per habitatge era de 22.483$ i la renda mediana per família de 26.269$. Els homes tenien una renda mediana de 26.135$ mentre que les dones 19.086$. La renda per capita de la població era de 11.502$. Entorn del 23,8% de les famílies i el 30,1% de la població estaven per davall del llindar de pobresa.

## Poblacions més properes
El següent diagrama mostra les poblacions més properes.